# 前期三畳紀
| 累代        | 代     | 紀       | 世           | 期                     | 基底年代 Mya |
| ----------- | ------ | -------- | ------------ | ---------------------- | ------------ |
| 顕生代      | 新生代 | 新生代   | 新生代       |                        | 66           |
| 顕生代      | 中生代 | 白亜紀   | 後期白亜紀   | マーストリヒチアン     | 72.1         |
| 顕生代      | 中生代 | 白亜紀   | 後期白亜紀   | カンパニアン           | 83.6         |
| 顕生代      | 中生代 | 白亜紀   | 後期白亜紀   | サントニアン           | 86.3         |
| 顕生代      | 中生代 | 白亜紀   | 後期白亜紀   | コニアシアン           | 89.8         |
| 顕生代      | 中生代 | 白亜紀   | 後期白亜紀   | チューロニアン         | 93.9         |
| 顕生代      | 中生代 | 白亜紀   | 後期白亜紀   | セノマニアン           | 100.5        |
| 顕生代      | 中生代 | 白亜紀   | 前期白亜紀   | アルビアン             | 113          |
| 顕生代      | 中生代 | 白亜紀   | 前期白亜紀   | アプチアン             | 125          |
| 顕生代      | 中生代 | 白亜紀   | 前期白亜紀   | バレミアン             | 129.4        |
| 顕生代      | 中生代 | 白亜紀   | 前期白亜紀   | オーテリビアン         | 132.9        |
| 顕生代      | 中生代 | 白亜紀   | 前期白亜紀   | バランギニアン         | 139.8        |
| 顕生代      | 中生代 | 白亜紀   | 前期白亜紀   | ベリアシアン           | 145          |
| 顕生代      | 中生代 | ジュラ紀 | 後期ジュラ紀 | チトニアン             | 152.1        |
| 顕生代      | 中生代 | ジュラ紀 | 後期ジュラ紀 | キンメリッジアン       | 157.3        |
| 顕生代      | 中生代 | ジュラ紀 | 後期ジュラ紀 | オックスフォーディアン | 163.5        |
| 顕生代      | 中生代 | ジュラ紀 | 中期ジュラ紀 | カロビアン             | 166.1        |
| 顕生代      | 中生代 | ジュラ紀 | 中期ジュラ紀 | バトニアン             | 168.3        |
| 顕生代      | 中生代 | ジュラ紀 | 中期ジュラ紀 | バッジョシアン         | 170.3        |
| 顕生代      | 中生代 | ジュラ紀 | 中期ジュラ紀 | アーレニアン           | 174.1        |
| 顕生代      | 中生代 | ジュラ紀 | 前期ジュラ紀 | トアルシアン           | 182.7        |
| 顕生代      | 中生代 | ジュラ紀 | 前期ジュラ紀 | プリンスバッキアン     | 190.8        |
| 顕生代      | 中生代 | ジュラ紀 | 前期ジュラ紀 | シネムーリアン         | 199.3        |
| 顕生代      | 中生代 | ジュラ紀 | 前期ジュラ紀 | ヘッタンギアン         | 201.3        |
| 顕生代      | 中生代 | 三畳紀   | 後期三畳紀   | レーティアン           | 208.5        |
| 顕生代      | 中生代 | 三畳紀   | 後期三畳紀   | ノーリアン             | 227          |
| 顕生代      | 中生代 | 三畳紀   | 後期三畳紀   | カーニアン             | 237          |
| 顕生代      | 中生代 | 三畳紀   | 中期三畳紀   | ラディニアン           | 242          |
| 顕生代      | 中生代 | 三畳紀   | 中期三畳紀   | アニシアン             | 247.2        |
| 顕生代      | 中生代 | 三畳紀   | 前期三畳紀   | オレネキアン           | 251.2        |
| 顕生代      | 中生代 | 三畳紀   | 前期三畳紀   | インドゥアン           | 251.902      |
| 顕生代      | 古生代 | 古生代   | 古生代       |                        | 541          |
| 原生代      | 原生代 | 原生代   | 原生代       |                        | 2500         |
| 太古代      | 太古代 | 太古代   | 太古代       |                        | 4000         |
| 冥王代      | 冥王代 | 冥王代   | 冥王代       |                        | 4600         |
| 1. 2. 3. 4. |        |          |              |                        |              |

前期三畳紀（ぜんきさんじょうき、英：Early Triassic）は、約2億5190万2000年（誤差2万4000年）前から2億4720万年にあたる、中生代三畳紀を三分したうちの最初の地質時代。オレネキアン、インドゥアンの2つの期に区分される。
ペルム紀末の大量絶滅の直後の時代であり、陸上海洋共に生態系は回復の途中であった。

## 地理と環境

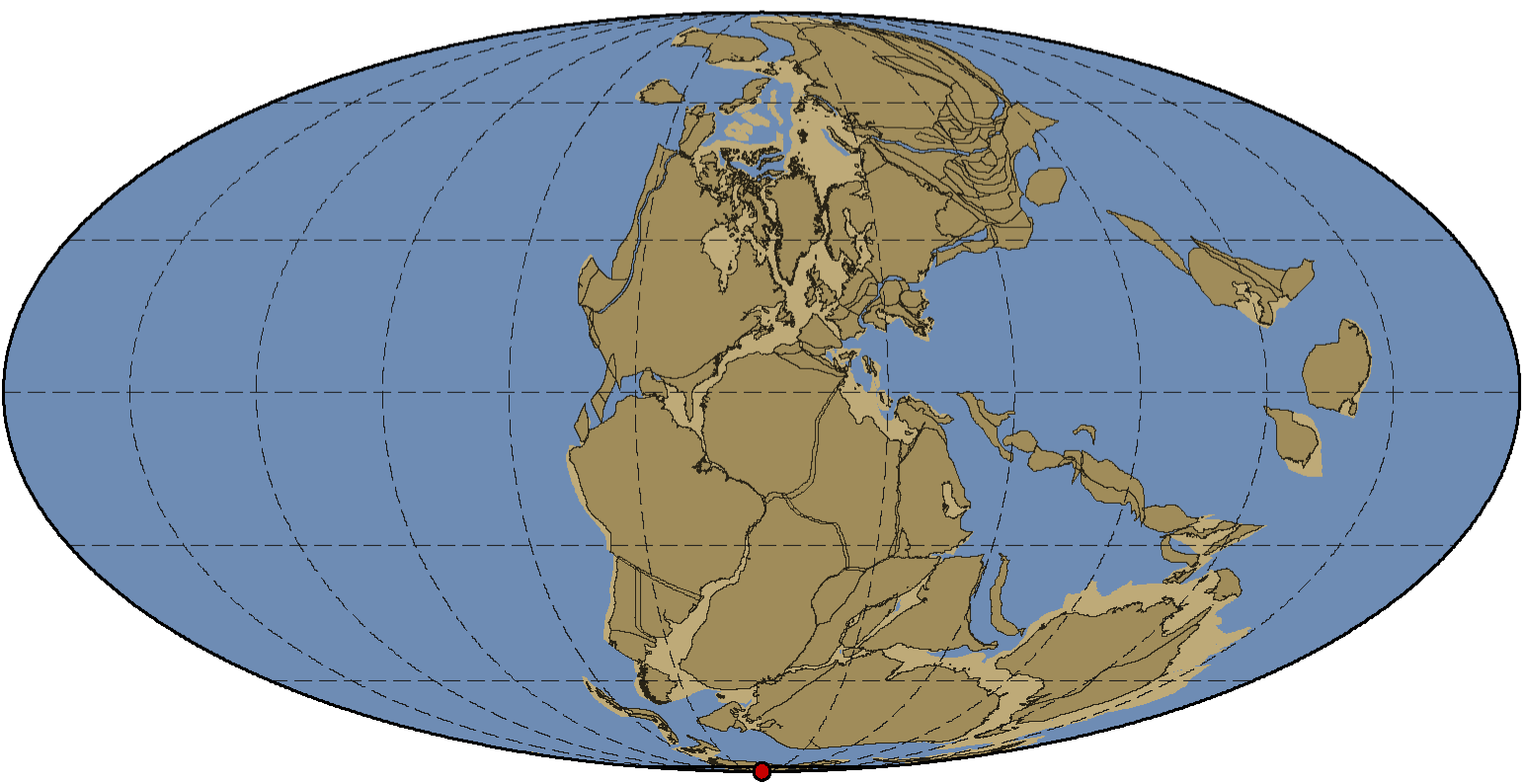
約2億5000万年前（インドゥアン期）のパンゲア大陸

当時は全ての大陸が陸続きとなって形成されたパンゲア大陸が存在しており、広大な大陸の内陸部には砂漠が広がり、世界的に高温かつ乾燥した気候であった。前期三畳紀初期の地球平均気温は30℃近くに達し、海面直上の平均気温は40℃を超えていたと推定されている。

## 動物相
大量絶滅直後、地球上の動物相は絶滅寸前まで追い込まれていた。生き残った単弓類の獣弓類は二度の適応放散を遂げて多様化し、空白になっていた生態的地位を埋め始めた。一方で主竜類も爆発的に多様化かつ大型化し、獣弓類の大型化を阻む形で支配的な存在となった。当時の主竜類には体重が1トンに達するものもいた。後に登場する恐竜の特徴として脚が体の下方に垂直に伸びていることが挙げられるが、当時の主竜類の一部も股関節を大腿骨頭側へ拡大させて大腿骨軸を下向きにし、恐竜とは異なる方法で直立歩行を実現していた。
また、ワニの仲間である偽鰐類もこの頃に出現した。とはいえ現生のワニから想像される姿とは異なり、当時のグループは小型で脚が長く、また踵を浮かせて爪先立ちで行動する趾行性の動物であった。彼らの踵には恐竜には見られない複雑な蝶番状の関節があり、これにより運動性能が高まっていたと見られる。またグレゴリー・ポールによると翼竜も前期三畳紀に出現した。翼竜には体毛が確認されており、羽毛が確認されている恐竜以外の主竜類にも元々体毛が存在した可能性がある。
約2億4800万年前にあたる日本の宮城県南三陸町の地層からは、全長2メートルほどのウタツサウルスが報告されている。ウタツサウルスは基盤的な魚竜の仲間であり、四肢がヒレを形成しているなど水棲適応を果たした属である。ただしまだ指の名残がある、脊椎の形状が陸上爬虫類に似るなど、陸上に生息した祖先の形質も残していた。同時期の中華人民共和国の安徽省の地層からも全長50センチメートルほどのカートリンカスの化石が産出している。カートリンカスは水陸両生の特徴を示す骨格を有し、陸上の祖先と海洋の魚竜を繋ぐミッシング・リンクと考えられている。また、彼らに遅れて前期三畳紀のうちにシャスタサウルス科の魚竜が登場した。シャスタサウルス科は他の魚竜に比べて大型のグループであった。
なお、この時代に水棲適応した爬虫類は魚竜だけではない。約2億7000万年前にあたる中国の地層からはフーペイスクス類に属するフーペイスクスの化石が産出している。ワニと魚竜の中間にも喩えられる形態をしており、魚竜の祖先系統から枝分かれしたグループに属する。